# ブルック・ベリー
ブルック・ベリー（Brooke Berry、1980年3月7日 - ）はカナダ出身のモデル。アダルト誌『PLAYBOY』2000年5月号のプレイメイト。

## 来歴
ブルックはカナダ・ブリティッシュコロンビア州で日本人とスカンディナヴィア系の両親の間に生まれる。
その後アメリカ・カリフォルニア州北部の山間部の近くに移り住む、そこでは山や湖など自然にかこまれた中で育った。やがて地元の高校を卒業して、アメリカの名門カリフォルニア大学バークレー校に入学する。
そして在学中にプレイメイトデビューする。
全米で1位を獲得したこともある2人組音楽グループ、ジャン&ディーン（Jan and Dean）のジャン・ベリーはブルックの叔父である。